# جيمي بويل (لاعب كرة قاعدة)
جيمي بويل (بالإنجليزية: Jimmy Boyle)‏ هو لاعب كرة قاعدة أمريكي، ولد في 19 يناير 1904 في سينسيناتي في الولايات المتحدة، وتوفي بنفس المكان في 24 ديسمبر 1958.

## وصلات خارجية
- جيمي بويل على موقعبيزبول رفرنس.كوم (الدوري الرئيسي) (الإنجليزية)